# Rodgers e Hammerstein
Richard Rodgers (1902 – 1979) e 
Oscar Hammerstein II (1895 – 1960) sono stati una nota coppia di autori statunitensi, scrittori di canzoni, normalmente conosciuti come Rodgers e Hammerstein.

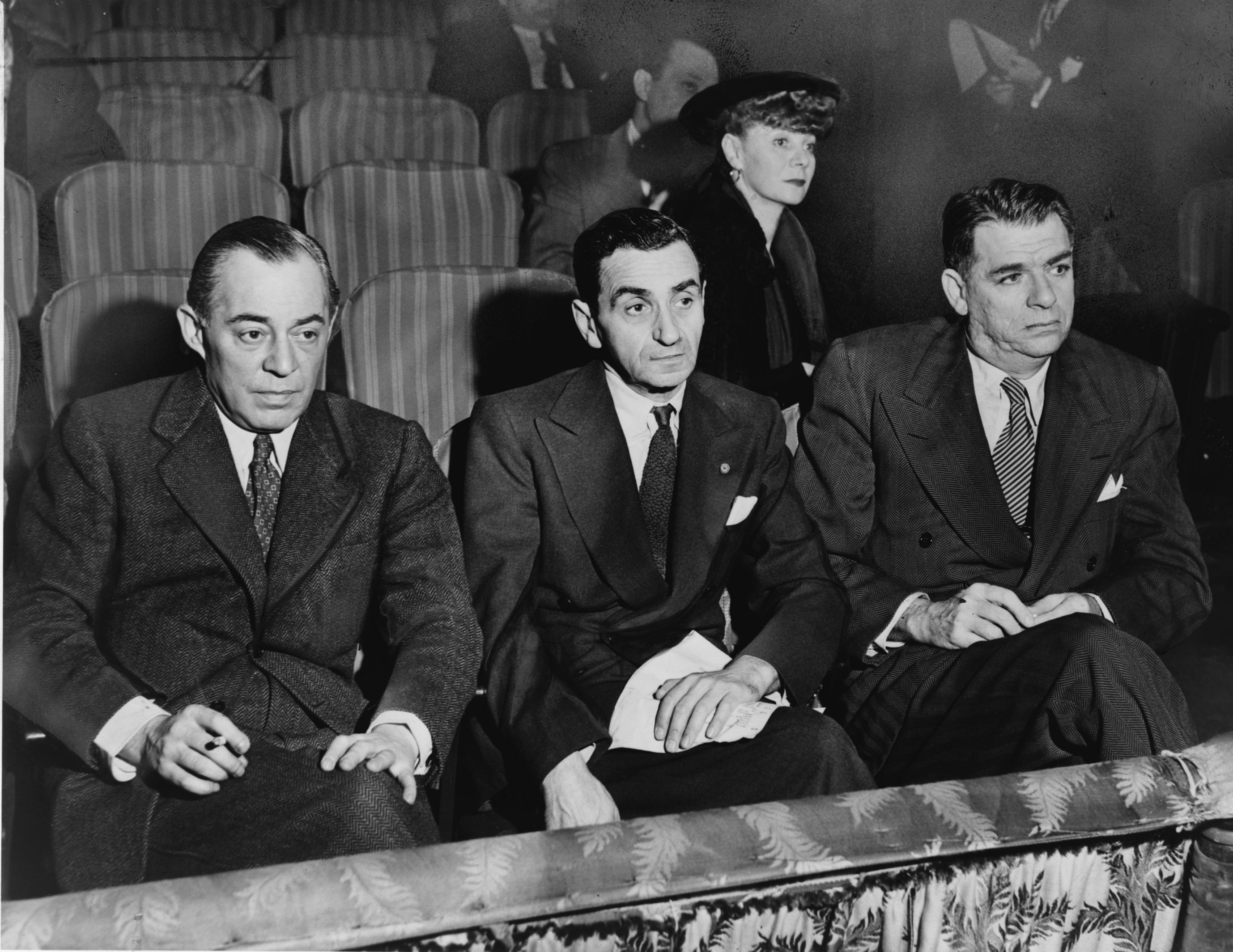
Rodgers (sinistra) e Hammerstein (destra), con Irving Berlin (centro) e Helen Tamiris (in secondo piano), a un'audizione al St. James Theatre, nel 1948

Essi crearono, fra gli anni quaranta e cinquanta, una serie di popolari musical di Broadway durante quella che è considerata l'epoca d'oro di questo genere di teatro musicale. Con Rodgers che componeva le musiche e Hammerstein che scriveva i testi delle canzoni, cinque dei loro musical, Oklahoma!, Carousel, South Pacific, The King and I e The Sound of Music, furono dei grandi successi. In tutto, fra i molti premi vinti dai loro lavori (e dalle corrispondenti versioni cinematografiche) vi furono trentaquattro Tony Award, quindici Oscar, un Premio Pulitzer e due Grammy.

## Lavori precedenti e collaborazioni
Prima della loro collaborazione, sia Rodgers che Hammerstein avevano già avuto buoni successi ognuno per conto proprio. Rodgers aveva collaborato con successo con Lorenz Hart e fra i loro successi di Broadway vi erano stati Babes in Arms, Pal Joey (musical), By Jupiter e A Connecticut Yankee (musical). Hammerstein, autore del libretto della popolare operetta del 1924 di Rudolf Friml, Rose Marie, iniziò una collaborazione proficua con Jerome Kern in Sunny (musical), che fu un grande successo. Il loro musical del 1927, Show Boat, è considerato uno dei capolavori del teatro musicale statunitense. Altre collaborazioni Oscar Hammerstein/Jerome Kern comprendono Sweet Adeline (musical), Music in the Air e Very Warm for May. Anche se quest'ultima fu bollata dalla critica, essa contiene una delle più belle canzoni d'amore di Kern-Hammerstein, All the Things You Are. Fra gli altri compositori, Hammerstein collaborò anche con Sigmund Romberg.
Dall'inizio degli anni '40, Hart cadde nell'alcolismo e divenne inaffidabile, costringendo Rodgers a contattare Hammerstein per chiedergli se era disponibile a lavorare con lui. La loro collaborazione era iniziata quando entrambi studenti alla Columbia University, avevano collaborato a Varsity Show.

## Primi lavori:Oklahoma!eCarousel

### Oklahoma!
Indipendentemente da ogni altra considerazione, Rodgers e Hammerstein vennero attratti dal fare un musical basato sulla commedia di Lynn Riggs, Green Grow the Lilacs. Quando Jerome Kern declinò l'offerta di Hammerstein di lavorare a questo progetto e Hart declinò la proposta di Rodgers tendente a realizzare lo stesso progetto, Rodgers e Hammerstein iniziarono da qui la loro prima collaborazione. Il risultato, Oklahoma! (1943), segnò una rivoluzione nel dramma musicale. Anche se non era il primo musical a narrare una storia di profonde emozioni e complessità psicologica, Oklahoma! introdusse nuovi elementi e tecniche narrative. Questi comprendevano l'uso delle canzoni e del balletto per integrare le due forme artistiche nel contesto della storia piuttosto che rimanere un atto spettacolare avulso dalla trama.
Oklahoma! era stata inizialmente chiamata Away We Go! ed ebbe la prima allo Shubert Theatre di New Haven nel marzo 1943. Prima di presentarla a Broadway vennero fatte alcune piccole modifiche, ma due sarebbero state significative: l'aggiunta di un pezzo di grande presa sul pubblico capace di scatenare un applauso a scena aperta e la canzone "Oklahoma!," e la decisione di re-titolare il musical con il nome della nuova canzone.
La produzione fece il suo debutto il 31 marzo 1943, al St. James Theatre. Nonostante i tipici musical del tempo fossero scritti per il talento di specifici artisti, come Ethel Merman o Fred Astaire, nessun grande nome figurava nel cast della produzione. In Oklahoma!, la trama e le canzoni vennero considerate più importanti della capacità attrattiva del nome degli interpreti. Nonostante ciò, la produzione andò avanti per un numero senza precedenti di repliche, toccando le 2.212 recite, chiudendo il 29 maggio 1948. Dallo spettacolo emersero molti pezzi che ebbero una loro propria vita e fra questi soprattutto Oh, What a Beautiful Mornin', The Surrey with the Fringe on Top, People Will Say We're in Love e Oklahoma!.
Nel 1955 venne realizzato un adattamento cinematografico, per la prima volta girato in Todd-AO 70 mm widescreen. Il film fu interpretato da Gordon MacRae e Shirley Jones, e la colonna sonora del film raggiunse il primo posto nella classifica degli album del 1956.
Dopo il successo iniziale con Oklahoma!, la coppia prese una pausa e Hammerstein si concentrò sul musical Carmen Jones, una versione per Broadway della Carmen di Bizet, con la storia trasferita dalla Spagna all'America e facendo della protagonista una afro-americana del sud degli Stati Uniti. Egli scrisse la trama ed i testi delle canzoni.

### Carousel
La produzione originale di Carousel venne diretta da Rouben Mamoulian e andò in scena a Broadway al Majestic Theatre il 19 aprile 1945, rimanendo in cartellone per un totale di 890 recite, terminando il 24 maggio 1947. Da questo lavoro emersero i seguenti pezzi: The Carousel Waltz (strumentale), If I Loved You, June Is Bustin' Out All Over e You'll Never Walk Alone.
Carousel fu anch'esso rivoluzionario per la storia adattata da Liliom di Ferenc Molnár, il primo musical a contenere una trama drammatica. La versione cinematografica del 1956, realizzata in Cinemascope 55, venne affidata agli stessi attori che aveva portato al cinema Oklahoma!: Gordon MacRae e Shirley Jones.
Carousel è anche l'unico musical, fra quelli di Rodgers e Hammerstein, a non avere una ouverture; sia la versione teatrale che il film iniziano con il Carousel Waltz. Questa musica venne inserita nel Cd di John Mauceri, che comprendeva tutte le ouverture delle opere di Rodgers e Hammerstein realizzato con la Hollywood Bowl Orchestra.

## State Fair
Nel 1945, venne realizzata una versione in Technicolor del musical State Fair su un romanzo di Phil Stong, con canzoni e testi di Rodgers e Hammerstein. Il film fu un rifacimento di quello del 1933, non musicale, di Will Rogers, Montagne russe, con Jeanne Crain, Dana Andrews, Dick Haymes e Vivian Blaine. Questa fu l'unica volta che i due scrissero un lavoro direttamente per il cinema. Fu un grande successo, che fece vincere a Rodgers e Hammerstein il loro unico Oscar per la canzone It Might as Well Be Spring.
Nel 1962, un rifacimento fu un completo insuccesso. Nel 1969, la St. Louis Municipal Opera presentò la prima mondiale teatrale di "State Fair". Il 27 marzo 1996, State Fair arrivò finalmente a Broadway con Donna McKechnie e Andrea McArdle, prodotto da David Merrick, ottenendo cinque nomination ai Tony Award.

## South Pacific
South Pacific ebbe la prima il 7 aprile 1949, e tenne il cartellone per cinque anni. Le sue canzoni Bali Ha'i, Younger than Springtime, e Some Enchanted Evening divennero dei successi. Il lavoro è incentrato su due brevi storie di James A. Michener dal suo libro Tales of the South Pacific, che vinse il Premio Pulitzer Prize per la fiction nel 1948. Per l'adattazione, Rodgers e Hammerstein, assieme allo sceneggiatore Joshua Logan, vinsero il Pulitzer Prize for Drama nel 1950.
La versione cinematografica, South Pacific, diretta da Logan, aveva un cast costituito da Mitzi Gaynor, Rossano Brazzi, John Kerr, Ray Walston, e Juanita Hall. Brazzi, Kerr, and Hall vennero doppiati nelle parti cantate.

## The King and I
Tratto dal romanzo di Margaret Landon, Anna e il re — la storia di Anna Leonowens, governante dei figli del re Mongkut del Siam nei primi anni del 1860 — il musical di Rodgers e Hammerstein, The King and I debuttò a Broadway il 29 marzo 1951, con Gertrude Lawrence nel ruolo di Anna, ed uno sconosciuto Yul Brynner nel ruolo del re. Da questo musical vennero tratte le canzoni I Whistle a Happy Tune; Hello, Young Lovers; Getting to Know You; We Kiss in a Shadow; Something Wonderful; I Have Dreamed e Shall We Dance?.
Venne poi adattato per il cinema nel 1956 con Brynner e Deborah Kerr (doppiata nelle parti cantate da Marni Nixon). Brynner vinse l'Oscar come miglior attore protagonista e la Kerr ebbe la sola nomination come attrice protagonista. Brynner riprese per due altre volte il ruolo a Broadway nel 1977 e nel 1985 ed in una breve storia televisiva nel 1972, Anna and the King.

## The Sound of Music
The Sound of Music, ultimo lavoro di Rodgers e Hammerstein, racconta la storia della famiglia von Trapp. Esordì a Broadway al Lunt-Fontanne Theatre il 16 novembre 1959. Successivamente venne ridotta per il cinema con il titolo The Sound of Music (1965) con Julie Andrews nel ruolo di Maria e Christopher Plummer in quello del Capitano. Il film vinse cinque Oscar, compreso il miglior film ed il miglior regista, Robert Wise. Hammerstein non visse fino all'uscita del film. Quando Rodgers scrisse due nuove canzoni per il film, dovette scrivere anche le parole. The Sound of Music, probabilmente, contiene più canzoni famose che ogni altro musical di Rodgers e Hammerstein, forse per il grandissimo successo del film. Esso fu il maggior successo commerciale di un film derivato da un musical di Broadway. Esso contiene diverse memorabili canzoni come Do-Re-Mi, My Favorite Things, So Long, Farewell, Sixteen Going on Seventeen, e Edelweiss.

## Eredità
Rodgers e Hammerstein diedero una impronta rivoluzionaria al musical. Prima di loro, i musical erano solitamente costruiti intorno a degli interpreti famosi. Poiché gli sforzi di Rodgers e Hammerstein ottenevano successo, molti musical contennero trame stimolanti, ed ogni aspetto del lavoro, ballo, canzone e dramma era importante nello sviluppo della trama.

## Opere
- (1943) Oklahoma!
- (1945) Carousel
- (1947) Allegro
- (1949) South Pacific
- (1951) The King and I
- (1953) Me and Juliet
- (1955) Pipe Dream
- (1958) Flower Drum Song
- (1959) The Sound of Music
- (1993) A Grand Night for Singing (rivista)
- (1996) State Fair (versione teatrale)

## Film tratti dalle loro Opere

### Cinema
- (1945) Festa d'amore (noto, anche, come Alla fiera per un marito)
- (1955) Oklahoma!
- (1956) Carousel
- (1956) Il re ed io
- (1958) South Pacific
- (1961) Fior di loto
- (1965) Tutti insieme appassionatamente

- (1962) Alla fiera per un marito (remake del film Festa d'amore, con aggiunta di nuove canzoni del 'solo' Rodgers)

### TV
- (1957) Cinderella
- (1965) Cinderella (riedizione)
- (1997) Cenerentola (riedizione, con canzoni addizionali dal musical di Rodgers and Hart)
- (2001) South Pacific (riedizione del film South Pacific)
- (2013) The Sound of Music Live! (special per la TV)
- (1976) State Fair (episodio pilota della serie televisiva poi non realizzata)